# Ab-Soul
Herbert Anthony Stevens IV, noto come Ab-Soul (Los Angeles, 23 febbraio 1987), è un rapper statunitense.

## Biografia
È nato a Los Angeles, in California. Da ragazzo ha sofferto della sindrome di Stevens-Johnson. Dal 2003 al 2007 registra diversi brani per etichette indipendenti e per gruppi rap come Area 51 e altri. Nel 2007 ha firmato un contratto con la TDE (Top Dawg Entertainment), attraverso la quale ha incontrato numerosi esponenti del West Coast rap come Jay Rock, Kendrick Lamar e Schoolboy Q.
Nel 2008 ha registrato un mixtape in studio che segna il suo debutto ufficiale. Ha quindi aderito al supergruppo Black Hippy, costituitosi nel 2009.
Nel febbraio 2011 rivela la successiva pubblicazione di Longterm Mentality, album discografico d'esordio uscito nell'aprile 2011 che contiene numerose collaborazioni come quelle con gli artisti già citati.
Il secondo album esce nel maggio 2012 ed è Control System. Anche in questo caso sono presenti diversi collaborazioni: Danny Brown, Schoolboy Q, Jhené Aiko, Jay Rock e Kendrick Lamar tra le altre.
Il 24 giugno 2014 viene diffuso il suo terzo lavoro discografico, These Days..., nel quale tenta un approccio più vicino al pop rap, con il ritorno di alcune partecipazioni di Control System oltre alle nuove collaborazioni con Mac Miller (presente sotto due pseudonimi, Delusional Thomas come ospite e Larry Fisherman nelle vesti di produttore), SZA, Rick Ross, Action Bronson e Lupe Fiasco.
Il 9 dicembre 2016 pubblica il quarto album in studio Do What Thou Wilt.. L'album è un seguito diretto di These Days e vanta la partecipazione dei compagni di roster della TDE come Zacari, Bas, SZA e Schoolboy Q ma anche Mac Miller, Rapsody e altri. Nel 2018 partecipa con la TDE a Black Panther: The Album, colonna sonora dell'omonimo film dei Marvel Studios, nella traccia Bloody Waters insieme a Anderson Paak e James Blake.
Segue un lungo silenzio - interrotto solo nel novembre 2019 con una perfomance al Day 'N Vegas Festival di Las Vegas - causato da problemi personali, che ha termine nel 2022, quando inizia a pubblicare dei singoli volti ad anticipare un nuovo album, a partire da Hollandaise, pubblicato il 22 aprile 2022, seguito da Moonshooter, Do Better (il cui videoclip sembra sottintendere che tra i problemi di Ab-Soul ci sia stato anche un tentativo di suicidio) e Gang 'Nem. Con quest'ultimo singolo, pubblicato il 18 novembre 2022, viene annunciata la data di uscita del disco, intitolato Herbert, pubblicato il 16 dicembre successivo, 6 anni dopo l'uscita di Do What Thou Wilt.. Il disco è un lavoro molto personale tematicamente e liricamente e vede la partecipazione di compagni della TDE come Zacari, SiR, Lance Skiiiwalker, Punch ma anche Joey Badass, Big Sean, Jhené Aiko, Russ e Fre$h.

## Discografia
Album in studio
- 2011 - Longterm Mentality
- 2012 - Control System
- 2014 - These Days...
- 2016 - Do What Thou Wilt.
- 2022 - Herbert
- 2024 - Soul Burger